# Roman Kaliszan
Roman Józef Kaliszan (ur. 23 grudnia 1945 w Przybysławiu, zm. 9 maja 2019 w Gdańsku) – polski farmakolog i chemik, profesor nauk farmaceutycznych, w latach 2005–2008 rektor Akademii Medycznej w Gdańsku.

## Życiorys
Syn Tomasza i Leokadii. Ukończył liceum ogólnokształcące w Gostyniu, a w 1968 studia kształcił się na Wydziale Farmaceutycznym Akademii Medycznej w Gdańsku. W 1973 został absolwentem Wydziału Matematyki, Fizyki i Chemii Uniwersytetu Gdańskiego. W 1975 uzyskał stopień doktora nauk farmaceutycznych, habilitował się w 1982. W 1990 otrzymał tytuł profesora nauk farmaceutycznych.
Zawodowo od 1968 związany był z Akademią Medyczną w Gdańsku, zaczynając jako asystent w Katedrze i Zakładzie Chemii Farmaceutycznej. W 1994 doszedł do stanowiska profesora zwyczajnego. W 1984 został kierownikiem Katedry i Zakładu Biofarmacji i Farmakodynamiki. W okresie 1984–1987 pełnił funkcję prodziekana Wydziału Farmaceutycznego. W latach 1999–2005 był prorektorem ds. nauki, następnie do 2008 sprawował urząd rektora tej uczelni.
W latach 1979–1980 odbywał staż doktorancki na wydziale chemii Uniwersytetu Edynburskiego. W 1984 otrzymał stypendia British Council w Edynburgu oraz DAAD w Instytucie Biologii Doświadczalnej i Medycyny Borstel w Sülfeld. W latach 1991–1992 pełnił funkcję profesora wizytującego na Wydziale Medycznym Uniwersytetu McGilla w Montrealu, a w 1993 tę samą funkcję na wydziale chemii Binghamton University. W 1998 został członkiem korespondentem, a w 2013 członkiem rzeczywistym Polskiej Akademii Nauk. Od 2009 był członkiem korespondentem, a od 2018 członkiem czynnym Polskiej Akademii Umiejętności. W 2010 został członkiem zagranicznym Akademii Nauk i Umiejętności Wojwodiny (VANU). W 2010 prezydent RP Lech Kaczyński powołał go na członka Narodowej Rady Rozwoju.
Specjalizował się w zagadnieniach związanych z chemią analityczną, chemią leków i farmakodynamiką. Zajmował się m.in. badaniami dotyczącymi wyrażanych matematycznie zależności między strukturą chemiczną leków a ich farmakologicznymi właściwościami. W 2001 powołany został na konsultanta krajowego ds. analityki farmaceutycznej.
Zmarł 9 maja 2019 w Uniwersyteckim Centrum Klinicznym w Gdańsku z powodu infekcji bakteryjnej, do której doszło w czasie pobytu naukowca w Singapurze.

## Odznaczenia i wyróżnienia
Ordery i odznaczenia
- Krzyż Komandorski z Gwiazdą Orderu Odrodzenia Polski (pośmiertnie, 2019)[7]
- Krzyż Komandorski Orderu Odrodzenia Polski (2011)[8]
- Krzyż Oficerski Orderu Odrodzenia Polski (2002)[9]
- Krzyż Kawalerski Orderu Odrodzenia Polski (1995)[10]

Nagrody i wyróżnienia
- Nagroda Naukowa Miasta Gdańska im. Jana Heweliusza (2000)[11]
- Nagroda Fundacji na rzecz Nauki Polskiej (2003)
- Tytuł doktora honoris causa Uniwersytetu Medycznego im. Karola Marcinkowskiego w Poznaniu (2012)
- Tytuł profesora honorowego (2019, pośmiertnie)[12]

## Publikacje
- Elementy farmakometrii i wybrane zagadnienia z zakresu farmakodynamiki (red.), Wyd. Akademii Medycznej w Gdańsku, Gdańsk 1990, ISBN 83-85019-42-1.
- Leki synonimowe (współautor ze Stanisławem Janickim i Jackiem Petrusewiczem), Wyd. Medyk, Warszawa 1996, ISBN 83-903663-7-1.